# Оладовская
Оладовская — деревня в Холмогорском районе Архангельской области.

## География
Находится в центральной части Архангельской области на расстоянии приблизительно 22 км на запад-северо-запад по прямой от районного центра села Холмогоры на левобережье реки Северная Двина между деревнями Хомяковская и Бурмачевская.

## История
В 1859 году здесь (тогда деревня Архангельского уезда Архангельской губернии) было учтено 4 двора, в 1905 — 7. До 2022 года входила в Койдокурское сельское поселение до его упразднения.

## Население
Численность населения: 32 человека (1859 год), 62 (1905), 91 (русские 98 %) в 2002 году, 82 в 2010.